# Nadezjda Fjodorovna
Nadezhda Fedorovna, född 1752, död 1813, var en rysk skådespelare. 
Hon var engagerad vid Moskvas offentliga teater från 1769 till 1780, vid den kejserliga hovteatern i Sankt Petersburg 1785-1791, i Moskva igen 1791-1801, och till slut åter i Sankt Petersburg från 1801 till sin pension 1806. Hon hade en framgångsrik karriär och var känd för sin mångsidiga karaktärsförmåga. Bland hennes bästa roller nämns Medea, Clytemnestra och Hermione, och hon var också omtyckt i skurkroller. 